# 폴리시아 드 세구란사 푸블리카
폴리시아 드 세구란사 푸블리카(포르투갈어: Polícia de Segurança Pública, 중국어: 澳門警察足球隊)는 마카오의 축구단이다. 현재 리가 드 일리트에 참가하고 있다.

## 선수 명단

### 현역
참고: FIFA 자격 규정에 따라 소속된 국가대표팀 국기를 표시합니다. 선수는 복수의 FIFA 비회원국 국적을 가지고 있을 수 있습니다.
| 번호 | 포지션 | 국적   | 이름       |
| ---- | ------ | ------ | ---------- |
| 1    | GK     | 마카오 | 촌 킷 레옹 |
| 24   | MF     | 마카오 | 찬치이엥   |

| 번호 | 포지션 | 국적 | 이름 |
| ---- | ------ | ---- | ---- |

## 우승
- 리가 드 일리트: 1973, 2000, 2005